# 岸本聡子
岸本 聡子（きしもと さとこ、1974年7月15日 - ）は、日本の政治家。東京都杉並区長（1期）。

## 来歴
東京都大田区生まれ。中学・高校時代は神奈川県横浜市都筑区で暮らした。
1992年6月、リオ・デ・ジャネイロで開かれた地球サミットに関心を持ち、以来環境運動に参加する。
1993年3月、神奈川県立川和高等学校卒業。同年4月、日本大学文理学部社会学科に入学。環境社会学を学んだ。また、4年間、空手（沖縄剛柔流）サークルに所属した。
1996年4月、大学4年生のときに国際青年環境NGO「A SEED JAPAN」の代表に就任。同年8月10日、野外テクノコンサート「RAINBOW 2000」が富士山2合目の日本ランドHOWゆうえんち（現・ぐりんぱ）で開催。「A SEED JAPAN」は徹夜で行われたコンサートのごみ回収を計画し、多数のボランティアとともに実施した。ごみ回収の模様は毎日新聞に写真付きの記事で報じられ、岸本の名前も掲載された。
1997年3月、日本大学を卒業。同年4月、「A SEED JAPAN」の代表を退くが、手取り6万円の給料で専従スタッフとなる。同年12月1日から11日にかけて国立京都国際会館で「地球温暖化防止京都会議」が開催。会議に参加した「A SEED JAPAN」は「未来世代地球憲章」を発表した。モーリス・ストロングやミハイル・ゴルバチョフが国連での採択を目指していた「地球憲章」にも反映させたいと岸本はメディアの取材に答えた。
1998年、ヨーロッパで開かれた地球温暖化防止関連のイベントで、のちに夫になるオランダ人の男性と知り合う。2001年、男性とのあいだに男児を出産。3か月後にオランダのアムステルダムに移住。
2003年、国際政策シンクタンクNGO「トランスナショナル研究所」に就職。家族で日本に移住することを検討し、2005年頃に婚姻届けを出した。日本への帰国は取りやめになり、数年後、次男を出産。2008年、ベルギーに移住。
外国の水道事業の再公営化を紹介する日本語の書籍を、2018年から2020年にかけて2冊刊行した（共著含む）。

### 2022年杉並区長選挙
2022年1月30日、児童館統廃合やJR駅周辺の道路拡幅事業などの田中良杉並区長の区政運営に批判的な区民らが、市民団体「住民思いの杉並区長をつくる会」を結成した。同年2月9日、田中は、任期満了に伴う区長選挙への4選出馬を表明。「住民思いの杉並区長をつくる会」では毎週ボランティア会議が行われたが、候補者はなかなか決まらなかった。
同年3月、岸本は一時帰国。滞在中の3月24日に京都府知事選挙が告示されると、翌日京都に入り、連日にわたり元京都教職員組合書記長の梶川憲の応援演説を行った。同月末、「住民思いの杉並区長をつくる会」メンバーで、NPO法人アジア太平洋資料センター共同代表の内田聖子が、旧知の間柄であった岸本に白羽の矢を立て、4月10日に岸本の擁立が決定した。「住民思いの杉並区長をつくる会」は西荻窪のアパートの手配から家具の準備まで行い、「何も心配しないで帰国してください」とメッセージを送った。
同年4月4日、田中区政に批判的な大泉泰政、浅井邦夫、渡辺友貴、井原太一、大和田伸、今井洋、脇坂達也、吉田愛、井口かづ子の9人の区議会議員は最大会派「杉並区議会自由民主党」（15人）から脱会し、新会派「自由民主党杉並区議団」を結成した。4月23日、岸本はベルギーのルーヴェンから日本に帰国した。5月28日、区議の田中裕太郎が出馬を表明。
同年6月2日、田中良は区内で決起集会を開くが、自民区議の半数以上が姿を見せなかった。自由民主党杉並総支部長の石原伸晃が不始末を詫びた。岸本陣営の選対本部長を務めた内田聖子は、4月の自民会派の分裂が選挙の結果に大きな影響を与えたとのちに語っている。6月4日、阿佐谷北2丁目に選挙事務所を開設した。
同年6月12日、杉並区長選挙が告示。岸本は立憲民主党、日本共産党、れいわ新選組、社民党、杉並・生活者ネットワーク、緑の党グリーンズジャパン、新社会党などの推薦を得て立候補し、現職の田中良は自民党、公明党の支援と連合東京の推薦を得て立候補した。候補者は田中裕太郎を加えて計3名。6月19日に投票、20日に開票が行われ、田中良と田中裕太郎の間で保守票が分散した結果、岸本が次点の田中良を187票差の接戦の末破り、初当選を果たした。投票率は前回より5.5ポイント増の37.52％。東京新聞は「投票率のアップに伴い組織票の割合が下がり、無党派層の票が選挙結果を動かしたとみられる」と報じた。杉並区では初めての女性区長となった。7月11日に区長へ就任。
※当日有権者数：472,619人 最終投票率：37.52%（前回比：5.5pts）
| 候補者名   | 年齢 | 所属党派 | 新旧別 | 得票数       | 得票率 | 推薦・支持 |
| ---------- | ---- | -------- | ------ | ------------ | ------ | --- |
| 岸本聡子   | 47   | 無所属   | 新     | 76,743票     | 44.41% | （推薦）立憲民主党、日本共産党、れいわ新選組、社民党、 杉並・生活者ネットワーク、緑の党グリーンズジャパン、新社会党 |
| 田中良     | 61   | 無所属   | 現     | 76,556.724票 | 44.31% | （推薦）連合東京 |
| 田中裕太郎 | 46   | 無所属   | 新     | 19,487.275票 | 11.28% | |

## 人物・区政
- 2022年8月15日、西荻窪で行われた安倍晋三元首相の国葬反対デモに「国葬の撤回」と書かれたプラカードを掲げて参加した[39]。同年9月13日、区長就任後初めて開かれた区議会の代表質問で、自由民主党杉並区議団幹事長の大泉泰政はこのことを取り上げ「岸本区長はどのようなお考えで、デモに参加されたのか」と質問した。岸本は「まず私は国葬については疑問を感じている。区長としての紹介やスピーチ、写真などを辞退した上で、一人の市民として自分の意志を表現するため、参加した」「国葬に対しては、区民の中にも多様な意見があり、反対が総意だとは考えていない。そうした中では公務外であったとしても配慮すべき点があったと考えている」と答弁した[39]。

- 2022年9月12日、岸本は区議会における所信表明演説で「杉並区版パートナーシップ制度の年度内の条例化を目指して準備を進める」と述べた[40]。2023年2月9日、性的少数者（LGBTなど）の関係を公的に認めるパートナーシップ制度を盛り込んだ性の多様性推進条例案を区議会に提出した。3月15日、同議案は議長を除く賛成29、反対14、欠席3で可決された[41][42][注 4]。4月1日に施行され[43]、岸本は同日付の『広報すぎなみ』の裏表紙に長文のコメントを寄せ、「これまで生きづらさを感じてきた性的マイノリティーのカップルを地域社会が祝福し、支えるための制度として運用するとともに、ここを出発点として、多様なご意見等を把握しながら制度を育ててまいります」と述べた[40]。

- 2023年2月10日、区議会定例会の代表質問で、杉並区議会自由民主党幹事長の小川宗次郎が「公約実現に向けて区役所を牽引してきた前区長と比較すると見劣りすると言わざるを得ない」「リーダーとしての資質に不安を感ずるのは私たちだけではないと考える」などと岸本を批判。区議会での対立が鮮明化した[44][45]。初当選のときから過半数を占める反岸本勢力を突き崩すため、岸本は同年4月の区議選に向けて、「環境先進都市」や多様性ある社会の実現、「対話と参加」による自治など7項目の「政策合意書」に賛同する候補を支援するという作戦に出た[44]。区長選で岸本を支えた住民団体は「区長は変わった。次は議会」を合言葉に、岸本に賛同する立候補予定者を一堂に集めて街頭演説する「合同街宣」を繰り返し開催した。4月16日、選挙が告示され、定数48に対し69人が立候補した。岸本は19人の候補者を支援し[46][47][48][注 5]、そのうち15人が女性だった[44]。同日から投票前日の22日までの1週間、公務時間外に自転車や電車でかけつけ、応援する候補への支持を呼びかけた。また、独自の行動として1人で連日街頭に立ち「投票に行こう」と呼び掛けた[44][50]。4月23日投票、24日開票。女性が24人当選し、男性の23人を上回った（山名奏子は性別を公表しなかった）[51]。投票率は43.66％で、前回と比べて4.19ポイント上昇した。自民党は改選前の16議席を9議席に減らし、全員当選が目標だった公明党は落選者を出すなど、岸本の行動が波乱を起こす結果となった[44][50]。

## 著書
単著
- 『水道、再び公営化！―欧州・水の闘いから日本が学ぶこと』集英社〈集英社新書〉、2020年3月17日。ISBN 978-4087211139。
- 『私がつかんだコモンと民主主義―日本人女性移民、ヨーロッパのNGOで働く』晶文社、2022年7月26日。ISBN 978-4-7949-7319-1。
- 『地域主権という希望―欧州から杉並へ、恐れぬ自治体の挑戦』大月書店、2023年1月16日。ISBN 978-4-272-21128-9。
- 『杉並は止まらない』地平社、2024年11月12日。ISBN 978-4911256107。

共著
- 岸本聡子、三雲崇正、辻谷貴文、橋本淳司『安易な民営化のつけはどこに―先進国に広がる再公営化の動き』イマジン出版、2018年12月21日。ISBN 978-4872998047。
- 内田聖子（編著）、岸本聡子、武田かおり他『日本の水道をどうする!? 民営化か公共の再生か』コモンズ、2019年8月3日。ISBN 978-4-86187-159-7。
- アジア太平洋資料センター（編）、藤原辰史、斎藤幸平、内田聖子、大江正章、岸本聡子他『コロナ危機と未来の選択―パンデミック・格差・気候危機への市民社会の提言』コモンズ、2021年4月28日。ISBN 978-4-86187-169-6。
- 宇野重規、岸本聡子『民主主義のミカタ』東京新聞、2023年3月24日。ISBN 978-4808310820。
- 白井聡、松村圭一郎、岸本聡子、木村あや、藤原辰史 著、斎藤幸平、松本卓也 編『コモンの「自治」論』集英社、2023年8月25日。ISBN 978-4-08-737001-0。
- 荻上チキ、飯田健、菅原琢、秦正樹、田中東子、岸本聡子、大村華子、永井玲衣 著、荻上チキ 編『選挙との対話』青弓社、2024年10月7日。ISBN 978-4787235466。

## 出演

### 映画
- 劇場版 センキョナンデス（2023年2月18日、監督：ダースレイダー、プチ鹿島）
- 映画 ○月○日、区長になる女。（2024年1月2日、監督：ペヤンヌマキ）
- 戦争と対話（2025年8月30日公開予定）[52]